# Tsige Duguma
Tsige Duguma (23 febbraio 2001) è una mezzofondista etiope, campionessa del mondo indoor degli 800 metri piani a Glasgow 2024.

## Biografia
Medaglia d'argento nei 200 metri piani ai campionati africani under 20 di Tlemcen 2017, nel 2019 prende parte ai Giochi panafricani di Rabat classificandosi sesta nella staffetta 4×400 metri e fermandosi alle batterie di qualificazione dei 400 metri piani.
Nel 2022, dopo aver conquistato la medaglia oro nei 400 metri piani ai campionati etiopi assoluti, prende parte, gareggiando sulla stessa distanza, ai campionati africani di Saint-Pierre, concludendo la gara alla fase delle semifinali, ma ottenendo la quinta posizione in classifica nella staffetta 4×400 metri.
Nel 2024 partecipa ai campionati mondiali di Glasgow, laureandosi campionessa mondiale al coperto degli 800 metri piani, e vince la medaglia d'argento nella medesima specialità alle Olimpiadi di Parigi.

## Record nazionali
- Staffetta 4×400 metri: 3'24"5 m ( Addis Abeba, 26 dicembre 2021)

## Progressione

### 800 metri piani
| Stagione | Tempo      | Luogo          | Data      | Rank. Mond. |
| -------- | ---------- | -------------- | --------- | ----------- |
| 2024     | 1'58"35(i) | Glasgow        | 2-3-2024  | 4ª          |
| 2023     | 1'59"40    | Heusden-Zolder | 15-7-2023 | 38ª         |

## Palmarès
| Anno | Manifestazione     | Sede         | Evento      | Risultato  | Prestazione | Note |
| ---- | ------------------ | ------------ | ----------- | ---------- | ----------- | ---- |
| 2017 | Africani under 20  | Tlemcen      | 200 m piani | Argento    | 24"71       |      |
| 2019 | Africani under 20  | Abidjan      | 400 m piani | 6ª         | 56"30       |      |
| 2019 | Giochi panafricani | Rabat        | 400 m piani | Batteria   | 56"37       |      |
| 2019 | Giochi panafricani | Rabat        | 4×400 m     | 6ª         | 3'41"45     |      |
| 2022 | Africani           | Saint-Pierre | 400 m piani | Semifinale | 56"23       |      |
| 2022 | Africani           | Saint-Pierre | 4×400 m     | 5ª         | 3'47"31     |      |
| 2024 | Mondiali indoor    | Glasgow      | 800 m piani | Oro        | 2'01"90     |      |
| 2024 | Giochi panafricani | Accra        | 800 m piani | Oro        | 1'57"73     |      |
| 2024 | Giochi olimpici    | Parigi       | 800 m piani | Argento    | 1'57"15     |      |
| 2025 | Mondiali indoor    | Nanchino     | 800 m piani | 6ª         | 2'04"76     |      |

## Campionati nazionali
- 1 volta campionessa etiope assoluta dei 400 metri piani (2022)

2018
- Bronzo ai campionati etiopi under 20, 200 m piani - 25"1 m nw

2019
- Bronzo ai campionati etiopi assoluti, 400 m piani - 54"3 m

2021
- 4ª ai campionati etiopi assoluti, 200 m piani - 24"6 m nm
- Argento ai campionati etiopi assoluti, 400 m piani - 54"1 m

2022
- Oro ai campionati etiopi assoluti, 400 m piani - 53"9 m